# نهر هوالو
نهر هوالو هو نهر في كاليدونيا الجديدة. تبلغ مساحة مستجمعه المائي 539 كيلومترًا مربعًا.

## شاهد أيضا
- قائمة أنهار كاليدونيا الجديدة